# Hossein Kalhor (Grasskiläufer, 1984)
Hossein Kalhor (* 14. November 1984) ist ein iranischer Gras- und Alpinskiläufer. Er nahm bisher dreimal an Grasski-Weltmeisterschaften teil und erreichte zwei Podestplätze im Grasski-Weltcup. Im Januar 2009 nahm er an zwei Rennen im Alpinen Skiweltcup teil, blieb aber ohne Ergebnis.

## Karriere
Kalhor wohnt im Skiort Dizin, studiert Sportmanagement an der Universität Teheran und ist in seiner Heimat als Skilehrer tätig. Bei alpinen FIS-Rennen startete Kalhor erstmals im Februar 2001. In den folgenden Jahren nahm er fast ausschließlich an FIS-Rennen im Iran teil, bei denen er sich meist unter den besten zehn platzieren konnte.
Im Grasskilauf trat er zum ersten Mal bei der Juniorenweltmeisterschaft 2004 im österreichischen Rettenbach international in Erscheinung. Er erreichte den achten Platz im Slalom, Platz elf in der Kombination, Rang 19 im Riesenslalom und Rang 33 im Super-G. Im nächsten Jahr startete er bei der Weltmeisterschaft 2005 in seinem Heimatort Dizin, wo er 17. im Riesenslalom und 26. im Super-G wurde. In der Saison 2006 nahm er nur an den FIS-Rennen im Iran teil und konnte sich dabei immer unter den besten drei klassieren. Bei seinem ersten Grasski-Weltcuprennen, dem Super-G von Dizin am 12. Juli 2007, erreichte Kalhor auf Anhieb den zweiten Platz, allerdings in Abwesenheit einiger Spitzenläufer. Am nächsten Tag wurde er im Riesenslalom Sechster. Bei der Weltmeisterschaft 2007 im tschechischen Olešnice v Orlických horách belegte er Rang 23 im Super-G und Platz 28 im Riesenslalom. In Rettenbach fuhr Kalhor im Finale der Weltcupsaison 2007 dreimal unter die besten 20, womit er in der Gesamtwertung Platz 32 belegte. In der Weltcupsaison 2008 erreichte Kalhor die besten Resultate wieder bei seinen Heimrennen. Im Riesenslalom wurde er Dritter und im Super-G Fünfter. Ein weiteres Top-10-Resultat gelang ihm mit Platz neun in der Super-Kombination von Forni di Sopra, womit er in der Gesamtwertung auf Rang 28 kam. In der Weltcupsaison 2009 fuhr Kalhor dreimal unter die schnellsten 20 und belegte damit Platz 26 in der Gesamtwertung. Bei der Weltmeisterschaft 2009 in Rettenbach wurde er 20. im Riesenslalom und 22. im Super-G. In der Gesamtwertung der Saison 2010 konnte sich Hossein Kalhor mit Hilfe seiner guten Ergebnisse in FIS-Rennen auf Platz 13 verbessern, den er punktegleich mit dem Tschechen Michal Pohl belegte. Im Weltcup startete er in Dizin und Cesana San Sicario, sein bestes Ergebnis war der sechste Platz im Super-G von Dizin.
Nachdem Kalhor in der Saison 2011 nur an den FIS-Rennen in Dizin teilgenommen hatte, startete er in der Saison 2012 neben den FIS-Rennen in Dizin auch wieder in Weltcuprennen in Dizin und beim Finale in Rettenbach. Während er in Rettenbach ohne Ergebnis blieb, erzielte er bei den Weltcuprennen in Dizin als bestes Resultat den fünften Platz im zweiten der beiden Super-G und bei den FIS-Rennen drei Podestplätze. Im Gesamtweltcup belegte er damit den 20. Platz.
Bei den Grasskirennen im Iran entstand eine Zusammenarbeit mit dem österreichischen Grasskiläufer und Alpinskitrainer Michael Stocker. Dieser betreute den Iraner Anfang des Jahres 2009, um ihn auf seine ersten Rennen im Alpinen Skiweltcup, den Slaloms in Kitzbühel und Schladming Ende Januar, vorzubereiten. Wenige Tage davor absolvierte Kalhor zwei FIS-Riesenslaloms in Tirol, wo er erstmals auf den für ihn ungewohnten eisigen Kunstschneepisten fuhr. Er erreichte allerdings in keinem der FIS-Rennen das Ziel. Am 25. Januar 2009 startete Kalhor im Weltcupslalom am Ganslernhang in Kitzbühel als 85. von 86 Läufern und belegte als Vorletzter im ersten Durchgang mit einem Rückstand von 16,38 Sekunden den 57. Platz. Zwei Tage später schied er im Nachtslalom von Schladming im ersten Durchgang aus. Eine erhoffte Teilnahme an den Olympischen Winterspielen 2010 war ihm nicht möglich.

## Erfolge

### Grasski-Weltmeisterschaften
- Dizin 2005: 17. Riesenslalom, 26. Super-G
- Olešnice v Orlických horách 2007: 23. Super-G, 28. Riesenslalom
- Rettenbach 2009: 20. Riesenslalom, 22. Super-G

### Grasski-Juniorenweltmeisterschaften
- Rettenbach 2004: 8. Slalom, 11. Kombination, 19. Riesenslalom, 33. Super-G

### Grasski-Weltcup
- Zwei Podestplatzierungen

### Iranische Meisterschaften
- Kalhor ist mehrfacher Iranischer Meister im Grasski und im alpinen Skilauf.